# Grani

Sigurd e Grani em ilustração de Fredrik Sander (1893)

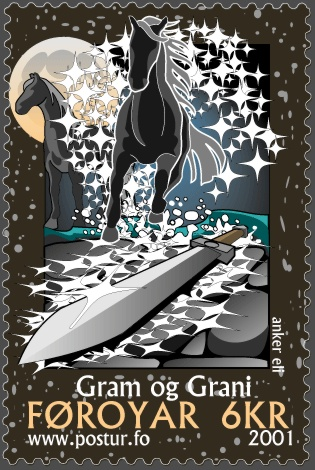
Grani num selo feroês de 2001

Na mitologia nórdica, Grani é o cavalo que Sigurd recebe após indicação de Odin sob forma humana. Grani é descendente de Sleipnir, cavalo do próprio Odin.
No capítulo 13 da Saga dos Volsungos, o herói Sigurd está a caminho da floresta quando encontra um velho homem. Ele conta ao ancião que está para escolher um cavalo, e o convida a acompanhá-lo para ajudar na decisão. O velho diz que eles devem levar os cavalos ao rio Busiltjörn, e os dois seguem rio adentro. Todos os cavalos retornam à terra exceto um, grande e jovem, que Sigurd nunca havia montado. O velho indica que este era descendente de Sleipnir, e por isso seria o melhor dos cavalos, e então sai. Sigurd escolhe esse cavalo distinto e o nomeia Grani, e a narrativa cita que o velho homem era o próprio Odin.
Na tetralogia Der Ring des Nibelungen de Richard Wagner o nome Grane é dado ao cavalo da valquíria Brunilda.